# النقابات العمالية في عمان

منظمة العمل الدولية

تأسست النقابات العمالية والاتحادات العمالية في سلطنة عُمان بموجب قانون العمل الصادر بالمرسوم السلطاني رقم (74/2006) بتاريخ 8 من يوليو  لعام 2006.
حيث نص المرسوم علي تشكيل نقابات عمالية و إنشاء (الاتحاد العام لعمال سلطنة عُمان) وذلك لتمثيل عمال السلطنة أمام الجهات الرسمية وفي المحافل المحلية والإقليمية والدولية.
يسعى الاتحاد العام للعمال إلى رعاية مصالح جميع العاملين بالسلطنة عُمان، والدفاع عن حقوقهم المقررة قانونا، وتحسين شروط عملهم وأوضاعه، ورفع الكفاية الإنتاجية للعمال، وترسيخ قيم العمل، وتعزيز الحوار الاجتماعي بين أطراف الإنتاج، ويمارس الاتحاد العام عددًا من الاختصاصات.
يتأسس مجلس ادارة النقابات العمالية والاتحادات العمالية عن طريق انتخاب الاعضاء، وتتشكل اللجنة الانتخابية استناداً الى قانون العمل العماني و عن طريق اللائحة التنظيمية للجان الانتخابية لعمال سلطنة عمان الصادر بقرار وزاري رقم ٤٧٩\٢٠٢٢ والمدرجة فيها المراسيم السلطانية لتشكيل مجلس إدارة الاتحاد العام لنقابات العمال في سلطنة عمان.  حيث تنتخب الجمعية العمومية للاتحاد العام في أول اجتماع لها في الدورة الانتخابية من بين أعضائها رئيسا لمجلس الإدارة، و(١٠) عشرة أعضاء آخرين لعضوية المجلس لمدة (٤) أربعة أعوام. أصبحت عُمان الدولة الخليجية الثالثة، بعد البحرين والكويت، التي لديها اتحاد عام للنقابات العمالية.
تعرف النقابة العمالية في سلطنة عمان على انها تنظيم يشكل وفقا للأحكام في المنشأة التي يزيد عمالها على (٥٠) خمسين عاملا وذلك حسب القرار الذي اصدرتة وزارة العمل رقم ٤٣٧ / ٢٠٢٢ لبعض أحكام نظام تشكيل وتسجيل وعمل النقابات العمالية والاتحادات العمالية والاتحاد العام لعمال سلطنة عمان.
يعقد الاتحاد العام لعمال سلطنة عُمان مؤتمرات يتم من خلالها انتخاب رئيس وأعضاء مجلس إدارة الاتحاد العام لكل خمس سنوات و بنظام التصويت الإلكتروني،
وصل عدد النقابات العمالية في سلطنة عمان تبعا لتقرير السنوي للاتحاد العام للعمال عام ٢٠٢٢ الى ٢٩٣ نقابة عمالية.
كما اعتبرت النقابات العمالية أحد هذه الركائز المهمة في رؤية عُمان 2040 فيما يتعلق بمحورية عملها في أسواق الشغل و العمل المدني .
انضمت سلطنة عمان الى عدة منظمات دولية ومحلية في مجال العمل والنقابات العمالية . حيث انضمت لمنظمة العمل الدولية عام 1994م بموجب المرسوم السلطاني رقم (10/94) في 9 يناير 1994م، ومنذ انضمامها الى المنظمة فإن السلطنة تشارك سنوياً في مؤتمر العمل الدولي.

#### [4]الاتفاقيات الموقعة مع منظمة العمل الدولية:
| الاتفاقية                                           | رقم المرسوم                              | تاريخ التصديق   |
| اتفاقية رقم 29 بشأن العمل الجبري الإلزامي .         | مرسوم سلطاني رقم (75/1996)               | 25 / 9 / 1996 م |
| اتفاقية رقم 182 بشأن حظر أسوأ أشكال عمل الأطفال .   | مرسوم سلطاني رقم (38/2001)               | 24 / 4 / 2001 م |
| اتفاقية رقم 138 بشأن الحد الأدنى لسن الاستخدام .    | مرسوم سلطاني رقم (65/2005)               | 3 / 7 / 2005 م  |
| اتفاقية رقم 105 بشأن إلغاء العمل الجبري .           | مرسوم سلطاني رقم (65/2005)               | 3 / 7 / 2005 م  |
| اتفاقية العمل البحري لعام 2006                      | مرسوم سلطاني رقم (62/2021)               | 26 /10 / 2021 م |
| مذكرة تفاهم بشأن تنفيذ البرنامج الوطني للعمل الائق. | ---------------------------------------- | 7 / 6 / 2022 م  |

### [5]
كما انضمت عُمان لمنظمة العمل العربية عام 1996م بموجب المرسوم السلطاني رقم (79/96) الصادر بتاريخ 28/9/1996 م . حيث تهدف المنظمة الى تنسيق الجهود العربية في ميدان العمل في المؤتمرات الدولية وتوحيد التشريعات العمالية وشروط العمل وتنمية وصيانة الحقوق والحريات النقابية. ووقعت سلطنة عُمان على اتفاقيتين وهما كالآتي:
- الاتفاقية رقم (19) بشأن تفتيش العمل (فيما عدا المواد رقم :11-15-18-22-26-29-30-32-38-40-41)
- الإتفاقية رقم (18) بشأن عمل الأحداث (فيما عدا المواد رقم :3-7-8-9-10-16-20-21-23)

لم تصادق على عدد من اتفاقيات معايير العمل الأساسية لمنظمة العمل الدولية، بما في ذلك الاتفاقية رقم 87 بشأن حرية تكوين الجمعيات وحماية حق التنظيم لعام 1948 أو الاتفاقية رقم 98 بشأن حق التنظيم والمفاوضة الجماعية لعام 1949 .
ظلت النقابات العمالية غير قانونية في عُمان لسنوات عديدة. حتى عام 2006، كان الاتحاد العالمي للنقابات العمالية يعترف فقط بنقابة واحدة في سلطنة عمان وهي اللجنة الوطنية للعمال العمانيين.